# Filippo Maria Guidi
Filippo Maria Guidi (Bologna, 18 luglio 1815 – Roma, 27 febbraio 1879) è stato un cardinale e arcivescovo cattolico italiano.

## Biografia
Nacque a Bologna il 18 luglio 1815.
Papa Pio IX lo elevò al rango di cardinale nel concistoro del 16 marzo 1863.
Morì a Roma il 27 febbraio 1879, all'età di 63 anni.

## Genealogia episcopale
La genealogia episcopale è:
- Cardinale Scipione Rebiba
- Cardinale Giulio Antonio Santori
- Cardinale Girolamo Bernerio, O.P.
- Arcivescovo Galeazzo Sanvitale
- Cardinale Ludovico Ludovisi
- Cardinale Luigi Caetani
- Cardinale Ulderico Carpegna
- Cardinale Paluzzo Paluzzi Altieri degli Albertoni
- Papa Benedetto XIII
- Papa Benedetto XIV
- Cardinale Enrico Enriquez
- Arcivescovo Manuel Quintano Bonifaz
- Cardinale Buenaventura Córdoba Espinosa de la Cerda
- Cardinale Giuseppe Maria Doria Pamphilj
- Papa Pio VIII
- Papa Pio IX
- Cardinale Filippo Maria Guidi, O.P.

La successione apostolica è:
- Vescovo Antonio Canzi (1868)
- Vescovo Antonio Dalena (1871)
- Arcivescovo Giovanni Pierallini (1871)
- Vescovo Alessandro Cantoli O.F.M.Obs. (1871)
- Vescovo Leonardo Giannotti, O.F.M.Ref. (1871)
- Cardinale Egidio Mauri, O.P. (1872)
- Vescovo Camillo Ruggeri (1874)
- Arcivescovo Vincenzo Leone Sallua, O.P. (1877)
- Vescovo Nicola de Simone (1877)